# Notentulus tropicus
Notentulus tropicus är en urinsektsart som först beskrevs av F. Bonet 1942.  Notentulus tropicus ingår i släktet Notentulus och familjen lönntrevfotingar. Inga underarter finns listade i Catalogue of Life.